# Trần Hoài Dương
Trần Hoài Dương (8 tháng 11 năm 1943 – 6 tháng 5 năm 2011) là một nhà văn Việt Nam.

## Thân thế và sự nghiệp
Trần Hoài Dương tên khai sinh là Trần Bắc Quỳ, sinh ngày 8 tháng 11 năm 1943, quê quán tại Thành phố Hải Dương, tỉnh Hải Dương. Năm 1960, ông học lớp Báo chí của Ban Tuyên huấn Trung ương khóa 1.
Trước năm 1975 ông từng là cán bộ biên tập của Tạp chí Cộng sản. Do đam mê sáng tác truyện ngắn, truyện dài, nên đưa đơn xin chuyển công tác sang báo Văn Nghệ.
Sau năm 1975, Trần Hoài Dương vào Sài Gòn làm việc ở bộ phận miền Nam của báo Văn Nghệ. Ông bị đột tử tại nhà riêng, do nhồi máu cơ tim, vào khoảng 20 giờ ngày thứ Sáu, 6 tháng 5 năm 2011, nhằm ngày mồng 4 tháng Tư, Tân Mão.

## Một số tác phẩm nổi bật
- Em bé và bông hồng (tập truyện ngắn, 1963)
- Đến những nơi xa (tập truyện ngắn, 1968)
- Cây lá đỏ (tập truyện ngắn, 1971)
- Cuộc phiêu lưu của những con chữ (tập truyện ngắn, 1975)
- Con đường nhỏ (tập truyện ngắn, 1976)
- Hoa của biển (truyện dài, 1976)
- Người tù vượt ngục và em nhỏ trên đảo (truyện dài, 1979)
- Lá non (tập truyện ngắn, 1981)
- Áng mây (tập truyện ngắn, 1981)
- Bên ngoài mái trường (tiểu thuyết, 1983)
- Những ngôi sao trong mưa (tập truyện ngắn, 1988)
- Mầm đước (truyện dài, 1994)
- Nhớ một mùa hoa thạch thảo (tập truyện ngắn, 1994)
- Cô bé mảnh khảnh (truyện ngắn chọn lọc, 1996)
- Nắng phương Nam (tập truyện ngắn, 1998)
- Trần Hoài Dương – Truyện ngắn chọn lọc (1998)
- Hoa cỏ thì thầm (1999)
- Miền xanh thẳm (truyện dài, 2000)
- Tuyển tập Trần Hoài Dương (2000)
- Trần Hoài Dương – Truyện chọn lọc (2006)
- Áo đỏ – Truyện ngắn
- Chiếc lá - Truyện Ngắn
- Món quà sinh nhật - Truyện Ngắn

Ngoài ra ông còn viết nhiều kịch bản phim hoạt hình và kịch bản múa rối cho thiếu nhi, trong đó đã có 5 kịch bản được dựng thành phim.

## Các giải thưởng
- Giải thưởng của Hội Nhà văn Việt Nam với tác phẩm Cuộc phiêu lưu của những con chữ
- Giải thưởng loại B (không có giải A) của Hội Nhà văn Việt Nam năm 2001 với tác phẩm Miền xanh thẳm.

## Gia đình
Con trai ông là nhạc sĩ Trần Lê Quỳnh.